# 胸やけ
胸やけ (heartburn) は、胸部中央または腹部中央上部（みぞおち）が焼けるような感覚である。英語では、pyrosis、cardialgia、acid indigestion等とも言う。不快感はしばしば胸で発生し、首、喉、下顎角等に広がっていく。
通常は胃酸が食道に逆流するのが原因で、胃食道逆流症(GERD)の主要な症状である。約0.6%は、虚血性心疾患の症状である。
また、胃の消化能力が不足すると、胃内に内容物が滞留し、腸へ送られない状態となる。この場合、吐き気を催し、胃の中の内容物を吐き出す（消化不良(indigestion)の一症状）。

## 定義
消化不良(indigestion)という用語は、他の多くの症状とともに、胸やけも含む。消化不良は、腹痛と胸やけの組み合わせとして定義されることもある。胸部の火傷という意味ではなく、GERDと同じような意味で用いられる。

## 鑑別診断
心臓と食道は同じ神経を使っているため、心臓発作の症状とGERDの兆候や症状は非常に似ており、区別は難しい。区別のためには画像診断等が必要である。心臓発作の見落としは危険であるため、原因不明の胸痛に対しては、最初に心臓病を考えるべきである。

### 心臓
胸やけの症状は、急性心筋梗塞や狭心症による痛みと混同されうる。消化不良に似た痛みは、急性冠症候群のリスクを増加させるが、統計的に有意なレベルには増加しない。GERDの症状を訴えて病院に来た患者の0.6%は、虚血性心疾患が原因である。
心臓カテーテルを装着している胸痛患者の30%には胸部不快感を説明する所見がなく、しばしば「非定型胸痛」または起源不明の胸痛と定義されている。外来のpHと血圧の観察に基づくいくつかの研究で記録されたデータによると、これらの患者の25-50%は異常GERDであるという証拠がある。

### 食道
- 胃食道逆流症(GERD) - GERDは、胸やけの最も一般的な原因である。逆流した胃酸が食道に炎症を起こす[3]。
- 食道痙攣 - 通常は飲食後に発生し、嚥下困難が併発することもある[13]
- 食道狭窄
- 食道がん

食道炎
- GERD
- 好酸球性食道炎 - 喘息、食物アレルギー、季節性アレルギー、アトピー性皮膚疾患など、一般的にアトピー性疾患に関連する
- マロリー・ワイス症候群 - 食道の表面粘膜の傷であり、多くは嘔吐・レッチングによって胃酸に暴露する
- 化学的食道炎 - 腐食性物質、過量の高温液体、アルコール、タバコの煙に関連する
- 感染症

### 胃
- 消化性潰瘍[15] - ピロリ菌感染、NSAIDs大量使用によって続発しうる。痛みはしばしば食べると悪化する。
- 胃がん

### 原因不明
機能性胸やけ（functional heartburn）は、原因不明の胸やけである。過敏性腸症候群等の機能性胃腸症と関連し、プロトンポンプ阻害薬(PPI)による治療後の改善の欠如の主な原因である 。しかしPPIは未だ奏効率約50%の主要な治療法である。ある研究によると、カナダ人の22.3%に見られた。

## 診断方法
胸やけは様々な状況が原因となりえ、診断は主に追加的な兆候や症状に基づく。GERDによる胸痛は、独特な「焼けるような」感覚であり、食事の後か夜間に起こり、横になったり屈んだりすることで悪化する。妊婦にも一般的で、大量の食事をしたりスパイスやや脂肪、酸が多い特定の食べ物がトリガーとなる。胸やけが原因の胸痛が疑われた場合、患者は上部消化管検査を受けて、胃酸の逆流を確認することがある。嚥下困難を伴う、食事後の胸やけや胸痛は、食道けいれんを示す場合がある。

### GIカクテル
リドカインと制酸薬の服用後、5-10分で症状が緩和されれば、食道由来の痛みである可能性が高くなる。しかし、潜在的な心臓由来である可能性を排除できるものではなく、心臓由来の不快感でも10%は制酸薬により改善する。

### 生化学的
食道pHモニタリング：鼻から食道にプローブを通し、食道下部の酸性度を記録する。酸性度のある程度の変動は正常であり、小規模の逆流は比較的一般的であるため、食道pHモニタリングにより、逆流をリアルタイムで記録できる。

### 機械的
- 圧力測定：この試験では、口から食道に圧力センサを通し、食道括約筋下部の圧力を直接測定する。
- 内視鏡：内視鏡と呼ばれる小さいカメラを供えた細く軽い管を口から直接通すことで、食道粘膜を可視化する。この方法で食道炎症の証拠を検出できる。
- 生体組織診断：食道から小さな組織サンプルを切り取り、炎症、癌、その他の問題を検査する。

## 管理

### 行動管理
胃内容物の逆流を防ぐために、食事後2.5〜3.5時間は横にならない。

### 胃酸分泌抑制剤
最も効果が強いのが、ボノプラザンである。ボノプラザンが開発される前、あるいはコスト面の問題でプロトンポンプ阻害薬(PPI)も使われる。PPIが主流になる前にはH2ブロッカーも使用された。
食事前30〜45分に胃酸抑制薬を服用すると、食物に対する胃酸生成反応が抑制される。

### 消化管運動改善剤
消化管の蠕動運動を促進し、胃内容物の停滞を改善する目的でモサプリドや六君子湯、アコチアミドなども併用される。

### ピロリ菌の除菌
胃粘膜がヘリコバクター・ピロリに感染している場合は、除菌を行う。除菌によって胃酸分泌が正常化（つまり亢進）し、胸やけの症状が悪化するという指摘もあるが、胸やけが改善したという報告もある。

### 手術治療
内服治療無効例では、外科的あるいは内視鏡を用いた内視鏡的治療も行われている。

## 疫学
アメリカ合衆国の人口の約42%は、胸やけを経験している。